# Йозеф Райнбергер
Йозеф Габріель фон Райнбергер (нім. Josef Gabriel von Rheinberger; 17 березня 1839, Вадуц — 25 листопада 1901, Мюнхен) — німецький композитор ліхтенштейнського походження.

## Біографія
Йозеф Габріель фон Райнбергер народився 17 березня 1839 року в родині скарбника княжого двору. З дитинства хлопчик відрізнявся винятковим музичним талантом. У семирічному віці він став органістом парафіяльної церкви Вадуцу. У вісім років Райнбергер написав свою першу композицію.
Музичну освіту здобував спочатку в сусідньому Фельдкірху — у міського органіста. Згодом, у 1851 році, Йозеф Райнбергер вирушив вчитися до Мюнхена, де серед його вчителів були органіст Йоганн Георг Херцог, музикознавець Юліус Йозеф Маєр, відомий своєю роботою над спадщиною Йоганна Себастьяна Баха, піаніст Юліус Еміль Леонхард; крім того, Райнбергер брав приватні уроки у Франца Лахнера.
Після навчання Райнбергер майже усе життя провів у Мюнхені. З 1859 року він працював викладачем Мюнхенської консерваторії (фортепіано, орган, композиція). З 1877 року Райнбергер був також диригентом придворного оркестру. Серед учнів Райнбергера були відомі музиканти — як німецькі (Людвіг Тюйе, Енгельберт Гумпердінк, Вільгельм Фуртвенглер), так і ті, що навчалися у Німеччині (Станіслав Бінічкі, Джордж Чедвік, Гораціо Паркер).
Протягом усіх 1850-х років Райнбергер пробував себе у композиції, однак лише у 1859 році опублікував першу збірку фортепіанних п'єс. За ним пішли симфонічна картина «Wallenstein», опери «Die sieben Raben» і «Türmers Töchterlein», дитяча оперета «Das Zauberwort», ораторія «Christophorus», музику до комедії Кальдерона «Маг-чудодій», реквієм у пам'ять полеглих на війні німецьких вояків, кілька хорів («Das Thal des Espingo», «Toggenburg», «Wittekind», «Klärchen auf Eberstein»). Найбільш відомими є твори Райнбергера для органу, у тому числі 2 концерти для органу з оркестром, 20 сонат для органу та ін. Деякі з цих творів входять до педагогічного репертуару, а інші й до концертного; у 1999–2009 роках фірмою Naxos (органіст Вольфганг Рюбзам) були випущені вісім дисків органної музики Райнбергера. У загальній кількості Йозефу Райнбергеру належить понад 150 творів.
Дружина Райнбергера Франциска фон Хофнаас (нім. Franziska von Hoffnaaß; 1831–1892 рр.), поетеса, автор кількох віршованих збірок, була автором текстів для ряду творів Райнбергера (наприклад, для кантати «Вифлеємська зірка») і взагалі, як вважається, багато в чому вплинула на естетичні уявлення свого чоловіка.
Йозеф Габріель Райнбергер помер у 1901 році та був похований на Старому південному цвинтарі (нім. Alter Südfriedhof) у Мюнхені. Могила митця була зруйнована під час Другої світової війни. Згодом, у 1950 році, останки Райнбергера були перевезені на батьківщину — до рідного міста Вадуц.

## Особистий внесок
Йозеф Габріель Райнбергер є одним із композиторів другої половини XIX ст., чиї імена після багатьох років забуття відкривають для себе дедалі більше музикантів та дослідників музики. Величезний творчий доробок, який складають 197 творів, включає музичні композиції для фортепіано, органу, духовної та світської хорової музики, сольні пісні, камерну музику, симфонії, концертні увертюри, музика для театру і опери. Райнбергер був переконаним класиком, на творчість якого значною мірою вплинули Моцарт і Бах. Попри те, що його творча кар'єра не була довготривалою, Йозеф Райнбергер є великим вчителем та видатним представником романтичної музики кінця епохи класицизму й романтизму. 
У 2003 році з метою популяризації багатогранної творчості композитора було засноване Міжнародне товариство Йозефа Габріеля Райнбергера.

## Праці
Нижче наведено список одноосібних творів Райнбергера (числа перед назвою кожного жанру означають кількість творів цього жанру)
- духовна музика:
  - кантати, у тому числі різдвяна кантата «Вифлеємська зірка», оп. 164
  - 14 мес, 3 реквієми, 2 Стабат Матери
  - мотети, гімни, пісні
    - зокрема, Вечірня пісня (нім. Abendlied) (оп. 69, № 3) за Лукою 24:29
- драматична музика
  - 2 опери («Die sieben Raben» оп. 20 та «Türmers Töchterlein» оп. 70)
  - 3 зінгшпіля
  - 2 музичні супровіди до вистав
- духовна хорова музика
  - хорові балади
  - вокальні ансамблі з та без супроводу
  - змішані хори
    - зокрема, Лісові квіти (нім. Waldblumen) (оп. 124) — вісім пісень на тексти Франца Альфреда Мута (нім. Franz Alfred Muth)

  - жіночі хори
  - чоловічі хори
- 12 пісень для голосу та фортепіано
- музика для оркестру
  - 2 симфонії
  - 3 увертюри
  - 4 соло-концерти (у тому числі 1 концерт для фортепіано, 2 концерти для органу фа мажор оп. 137 та соль мінор оп. 177)
- камерна музика
  - Струнні квартети, ряд квінтетів, фортепіанні тріо, сонати для сольних інструментів та фортепіано
    - зокрема, Соната для кларнету та фортепіано (оп. 105а)

  - 4 фортепіанні сонати
- твори для органу
  - 2 органних концерти
  - 20 органних сонат
  - 12 фугет (оп. 123)
  - 12 монологів (оп. 162)
  - 12 медитацій (оп. 167)
  - прелюдії, тріо, п'єси
  - твори для скрипки або гобою та органу